# Biopsija bubrega
Biopsija bubrega kao sastavni deo kliničke prakse nefrologije, je minimalno invazivna dijagnostička metoda kod koje se specijalnom iglom pod kontrolom ultrasonografije i nakon lokalne anestezije uzima komadić tkiva bubrega, koje u 95%—99% izvedenih perkutanih bubrežnih biopsija, sadrži tipičan broj od oko 10-20 glomerula, zavisno od vrste bolesti, pri upotrebi biopsijskih igala veličene 14 i 16. Tako dobijen uzorak tkiva se potom mikroskopski analizira, kako bi se dobile potrebne informacije za tačnu dijagnozu i lečenje bolesti bubrežnog sistema. Ona je brza, jeftina i pouzdana dijagnostička metoda u slučajevima nejasne kliničke slike i nespecifičnih laboratorijskih i radioloških nalaza.
Pored drugih, koje su opisane u tekstu, perkutana bubrežna biopsija je standardna metoda, koju obavljaju dobro edukovani radiologzi i nefrolozi.
Prva bubrežna biopsija izvedena je pre više od jednog veka, ali njena široka rasprostranjenst i uvođenje u kliničku upotrebu, počelo je od pedesetih godina 20. veka, što je pomoglo razvoju nefrologije u moćnu subspecijalnost interne medicine kakva je ona danas. 
U proteklih 25 godina upotreba opružnog biopsijskog pištolja u kombinaciji sa novijim tehnikama vizualizacije, uključujući ultrazvuk i kompjutersku aksijalnu tomografiju, dovela je do većeg „prinosa” tkiva i uticala na mnogo niži rizik od komplikacija. Zahvaljujući biopsiji tokom ovog istog perioda, naše razumevanje bubrežne patologije se povećalo višestruko. 
Treba imati u vidu da na uspešnost biopsije ne utiče samo pravilna fiksacija (uzorkovanje) i obrada bubrežnog tkiva, već i kvalitean i stručan rad patohistološke laboratorije, čije ljudstvo mora biti stručno edukovano ne samo za mikroskopiju bubrežne biopsije već i za imunohistohemiju i preparacionu elektronsku mikroskopiju.

## Etimologija biopsije
Naziv biopsija, skovao je 1895. godine, francuski dermatolog Ernesta Besniera (1831-1909) kombinujući dve grčke reći grčke, bios (život) + opsis (videti-ugledati) 

## Istorija
Prva biopsija bubrega verovatno je izvedena 1901. godine u Njujorku, u sklopu postupka uzorkovanja materijala za izučavanje lečenje teških bubrežnih bolesti. Slično ovom uzorkovanju materijala je dobijen ubrzo i u drugim centrima u Torontu, Liverpulu i Glasgovu. Iako su tkiva uglavnom uzimana radi proučavanja bolesti, u nekim slučajevima, histološke informacije su korišćene i za modifikaciju lečenja. 
Castleman i Smithwick, (i kasnije Heptinstall), obavili su veliki broj otvorenih biopsija bubrega u toku dorzolumbalne simpatektomije, postupka koji se koristi za lečenje hipertenzije. Izveštaji nakon ovih biopsija su pružili uvid ne samo u bubrežnu vaskularnu patologiju povezanu sa hipertenzijom, već je i na pouzdanost biopsijskog materijala, koji je bio poređen sa uzorcima uzetih iz oba bubrega.
Pre biopsije bubrega, perkutana aspiraciona biopsija igla prvo je uspešno korišćena za uzorkovanje tkiva jetra 1895.godine. Do 1939. godine Paul Iversen i Kaj Roholm objavili su prvi veliki, sistematski niz biopsija jetre. Drugi organi, koji nisu bili toliko veliki i lako dostupni, kao površnija jetra, smatrani su tada lošim kandidatima za ovu proceduru. 
Međutim, 1944. godine, Nils Alwall je počeo da koristi tehniku aspiracije za biopsiju bubrega nakon što je položaj igle prethodno lokalizovao pomoću rendgenskog zraka, i uspešno dobio tkivo bubrega u 10 (77%) od 13 pacijenata. On ove rezultate nije objavio sve do 1952.
Međutim u publikaciji iz 1951. godine objaviljeni su rezultate 133 aspiracijskih biopsija bubrega, koje su obavili Poul Iverson i Claus Brun, jedni od prvih nefrologa. To je dovelo do velikog interesovanja za dijagnostičkim bubrežnim biopsijama koje su brzo usledile. Zanimljivo je da je primene biopsije samo 50% (67/133) biopsija u ovoj prvoj seriji imalo dovoljno bubrežnog tkiva za prvilnu procenu.
Bubrežna biopsija je brzo postala ključna metode za procenu stanja bubrega, tako da su samo 2 godine nakon CIBA simpozijuma o biopsiji bubrega i njenom kliničkom i patološkom značaju, održanom u Londonu, Engleska, u martu 1961. godine, Roland i Dimond, primetili značaj bubrežne biopsije za dijagnozu, i lečenje pacijenata obolelih od bubrega. Takođe biopsija je pomogla i u sticanju novih saznanja iz anatomije, patologije i biohemiju bubrega, kako kod zdravih tako i kod bolesnih osoba.
Danas je poznato da je bubrežna biopsija odigrala ključnu ulogu u razvoju nefrologije kao posebne specijalnosti u medicini.

## Indikacije
Slikovne metode prikaza ne pružaju potpuni uvid u prirodu patološkog procesa. Tek histološki pregled uzorka tkiva dobije biopsijom omogućava donošenje konačnog zaključka o tipu, starosti i proširenosti promene i otklanja moguće dopunske nepotrebne dijagnostičke i terapijske zahvate. U tom smislu glavne indikacije za biopsiju bubrega su:
- Dijagnoza poremećene funkcije nativnog ili transplantiranog bubrega u cilju tačnog utvrđivanja prirode bubrežnog oštećenja (nakon pojave krvi u mokraći ili hematurije; visoke koncentracije proteina u urinu ; povećanje azotnih toksina u krvi, zbog slabljenja funkcija bubrega, tumora bubrega itd).
- Donošenje odluke o načinu lečenja, na osnovu utvrđene prirode bubrežnog oštećenja.
- Protokolarna biopsija  — koja se izvodi u nekoliko navrata prema utvrđenom planu, nakon transplantacije bubrega u cilju ranog otkrivanja akutnog ili hroničnog odbacivanja transplantiranog organa, recidiva osnovne bolesti ili pravovremene dijagnoze štetnih učinaka lekova na transplantirani bubreg.
- Da se u slučaju hronične bolesti bubrega protokolarnim kontrolnom biopsijom precizno prati i utvrđuje uspešnost lečenja, u cilju individualnog prilagođavanja terapije.[16]
- U svrhu otkrivanja genetskih mutacija i pridruženih oboljenja, kada je u dijagnostičkoj obradi nužno brzo postaviti optimalnu dijagnozu, pri čemu je važno započeti ispravno lečenje i pre nego što može biti završena celokupna dijagnostička obrada.

## Interpretacija rezultata biopsije bubrežnog transplantata
Osnova za tumačenje rezultata biopsije transplantacije bubrežnog transplantata bazirana je na sistemu klasifikacije Banfa. Ovaj sistem ocenjivanja dodeljuje ocenu od 0 do 3 za svaki od sledećih elementa koji se patohistološki analiziraju, a to su:
- i.e. — zgušnjavanje hialina arteriola, arteriolarna hijalinoza,
- cg  — glomerularni dvostruki konture,
- ci  — intersticijska fibroza,
- ct  — tubularna atrofija,
- i  — zapaljenje,
- i-IFTA  — intersticijska inflamacija u područjima intersticijalne fibroze i tubularne atrofije),
- mm (ekspresija mezangijalne matrice,
- ptc  — peritubularni kapilaritis,
- PTC — peritubularni kapilari,
- t  — tubulitis,
- v  — arteritis intime,
- C4d  — aktivacija komplementa.[17]

## Vrste biopsije bubrega

### Perkutana biopsija bubrega
Priprema bolesnika
Nekoliko dana (u dogovoru sa lekarom, bolesnik treba prestati sa uzimanjem lekove koji mogu
uticati na zgrušavanje krvi (martefarin, acetilsalicilna kiselina, klopidogrel...). 
Bolesnik se na dan biopsije prima u dnevnu nefrološku bolnicu, kako bi mu se pre zahvata obavila sveža kontrola krvne slike i test zgrušavanja krvi.
Postupak perkutane biopsije
Postupak biopsije bubrega traje oko 20-tak minuta. Tokom zahvata bolesnik leži:
- na trbuhu — ako se radi biopsija njegov prirodnog bubrega, sa ručnikom ili jastukom postavljenim ispod trbuha kako bi se obezbedilo odgovarajuće pozicioniranje,
- na leđima  — ako se izvodi biopsija transplantiranog bubrega, a biopsija se vrši u desnom ili levom donjem kvadrantu u zavisnosti od toga gde je bubreg transplantiran.

Potom se na koži označava mesto uboda kroz trbušni zid, i to mesto se dezinfikuje i sterilno prekriva.
Nakon što se bolesniku da lokalna anestezija (najčešće 1% lidokaina), dijagnostičar kroz kožu pod kontrolom ultrasonografije uvodi specijalna igla u bubreg. Vrh igle se uvodi do bubrežne kapsule, a odabir dubine penetracije igle postiže se korištenjem pištolja za biopsiju sa kalibracijom dubine. Potom se okidanjem pištolja uzima uzorak tkiva korteksa (najčešće dva uzorka). 
Kod gojaznih pacijenata i kod pacijenata sa složenom bubrežnom anatomijom (npr kod potkovičastog bubrega), biopsija bubrega može se obaviti pomoću CT tomografije (CT skenera). CT skeniranje takođe se može koristiti za bubrežnu biopsiju kad god ultrazvuk ne može identifikovati ili vizualizirati bubreg ili biopsionu iglu.
Ako se ne koristi snimanje za vođenje biopsije, od pacijenta se može zatražiti nekoliko dubokih udaha da bi se obezbedilo pravilno postavljanje igle pre uzimanja biopsije.
Prilikom biopsije izbegava se hilus i odvodni sistem bubrega, a eventualno krvarenje prilikom vađenja igle moguće je pratiti ultrasonografijom (kolor doplerom).
Nakon vađenja igle potrebno je izvršiti kompresiju mjesta biopsije i poleći pacijenta na leđa. 
Nakon završenog postupka područje punkcije prekriva se sterilnom gazom i komprimuje vrećicom sa
peskom. Bolesnik ostaje u ležećem položaju 4 sata. Nakon 4 sata kontrolišu se laboratorijski nalazi krvne slike. Ukoliko nema značajnog pada u krvnoj slici ili drugih znakova akutnog krvarenja bolesnik može isti dan da se vrati kući uz preporuku da izbegava teže fizičke napore tokom narednih nekoliko dana.
Nalaz biopsije tkiva bubrega dobija se od strane patohistologa nakon nekoliko sati do 7 dana.

### Transjugularna biopsija bubrega
Ova metoda, prvobitno izveden 1990-ih, najčešće se obavlja kod pacijente koji zahtevaju istovremenu biopsiju jetre i bubrega. Neke serije slučajeva nisu pokazale razliku u dijagnostičkom doprinosu ili broju komplikacija u poređenju sa perkutanom biopsijom bubrega. 
Komplikacije
Potencijalne komplikacije su kontrastno indukovana nefropatija, kao i kapsularna perforacija koja bi mogla zahtevati embolizaciju kalema.

### Otvorena (perioperativna) biopsija
Otvorena biopsija bubrega je dijagnostički postupak koji se koristi u svrhu uzorkovanja tkiva bubrega, u toku hirurškog zahvata ili kada se tkivo studira na izvađenom bubregu. 
U nekim slučajevima, ovom metodom urolog može dobiti uzorak bubrežnog tkiva da bi utvrdio da li je u njemu prisutno benigno ili maligno tkivo ili da odredi da li su granice resekcije negativne. Na primer, urolog koji izvodi delimičnu nefrektomiju može uzeti bubrežnu biopsiju na hirurškom stolu kako bi se osiguralo da tumor ne ostavi za sobom pre nego što nastavi sa renografijom. 
Ovome se može pristupiti na isti način i kod delimične robotizovane nefrektomije, čisto laparoskopske ili tradicionalno otvorenog pristup.
Otvorena biopsija indicirana je kod bolesnika sa problema cirkulacija, mada se u određenim slučajevima može raditi laparoskopski, pa je postupak manje traumatičan za bolesnika.
Postupak
Rez sa pravi na trbušnom zidu sa strane ili pozadi. Otvorena biopsija primenjuje sa kada je potrebno uklanjanje većine tkiva. 
Otvoreni postupak, čija je primena danas retka, zamenjena je laparoskopskom metodom biopsije, jer zahteva duži postoperativni oporavak, duže vreme hospitalizacije i veće troškove zahvata.

### Laparoskopska biopsija
U pacijenata kod kojih nije moguće precizno lokalizirati položaj bubrega i kod kojih postoje kontraindikacije za izvođenje perkutane biopsije moguća je laparoskopska biopsija. 
Indikacije za laparoskopsku biopsiju su
- postojanje solitarnog, malog, ektopičnog, cističnog bubrega,
- aneurizma renalne arterije,
- koagulopatije,
- hipertenzija.

Prednost ovog pristupa je jednak vizualnoj kontroli zaustavljanja krvarenja, čime se sprečava nastanak daljnjih komplikacija i potreba za transfuzijom krvi. Bolji prikaz intrarenalih struktura i uzimanje tkiva korteksa sprečava oštećenje kanalnog sistema i velikih krvnih sudova, i nastanak arteriovenske fistule.
Način izvođenja
Zahvat se izvodi u bočnom položaju u opštoj anesteziji. U nivou iznad ilijačne kriste, formiraju se dva otvora, jedan u prednjoj i drugi u zadnjoj aksilarnoj liniji. Kako bi se prostor trbušne šupljine mogao vizualizirati, potrebno je insuflirati gas kroz Verresovu iglu.
Prvi troakar se potom uvodi kroz prednji otvor i on omogućuje prolazak instrumenta 5 mm
širine, dok se kroz zadnji troakar uvode instrumenti promera 10 mm. Unutrašnji deo troakara predstavlja bodež s oštricom za rezanje trbušnog zida. Budući da se uvođenje prvog troakar odvija bez laparoskopskog nadzora potreban je poseban oprez kako bi se izbegla povreda organa. Nakon izvlačenja bodeža kroz troakar se postavljaju laparoskop i instrument za biopsiju. Presecanje retroperitonealnog masnog tkiva otkriva donji pol bubrega. Forceps sondom za biopsiju uzima se uzorak tkiva čije je poreklo potrebno potvrditi patohistološkom analizom na smrznutim rezovima. 
Mesto biopsije se koaguliše, a vazduh se ispušta kroz valvule troakara, koji se potom izvlači. Otvor na zidu se zatvara resorbilnim šavovima. U slučaju obilnog krvarenja moguće je izvesti konverziju u
otvoreni postupak, čija je primena danas retka jer zahtijeva duži postoperativni oporavak,
duže vrijeme hospitalizacije i veće troškove zahvata.

### Ureteroskopija sa biopsijom
Ova dijagnostička metoda se obično izvodi ako postoji kamen u bubrežnoj karlici. 
Postupak
Izvodi se u spinalnoj ili opštoj anesteziji. Duga tanka cev uvodi se unutar mokraćovoda, bubrega i dna karlice bubrega, i kroz nju se uzima materijal za biopsiju.

## Uporedni prikaz nekih karakteristika različitih slikovnih metoda
| Slikovna metoda                        | Osjetljivost | Prostorna rezolucija | Vreme trajanja               | Dužina trajanja | Kontrast mekih tkiva | Izlaganje zračenju | Opšta anestezija | Zavisnost od operatora | Izvor koji se koristi |
| -------------------------------------- | ------------ | -------------------- | ---------------------------- | --------------- | -------------------- | ------------------ | ---------------- | ---------------------- | --------------------- |
| Magnetna rezonantna tomografija (MR)   | Niska,       | 25-100 μm            | Nekoliko minuta do jedan čas | Veoma kratko    | Visoka,              | Ne,]               | Da,              | Ne                     | Radio talasi          |
| Kompjuterizovana tomografija           | Niska        | -200 μm              | U minutima                   | Srednje,        | Niska                | Da                 | Da               | Ne                     | Rendgen zračenje      |
| Ultrasonografija (US)                  |              | ~ 1 mm               | Sekunda                      | Visoka          | Visoka               | Ne                 | Ne               | Da                     | Zvučni talasi         |
| Pozitronska emisiona tomografija (PET) | Visoka,      | 1-2 mm               | 10 sekundi do jedne minue    | Srednje         |                      | Da                 | Ne               |                        | β / γ zračenje        |
| SPECT                                  | Visoka,      | 1-2 mm               | U minutima                   | Nisko           |                      | Da                 | Ne               |                        | Radionukleid          |

## Komplikacije
Komplikacije koje mogu nastati nakon biopsije bubrega, izuzev ako nisu jatrogeno izazvane, su retke. Uobičajene pojave nakon biopsije su:
- osećaj bola u leđima pri pomeranju tela,
- disurija i
- hematurija.

Krvarenje
Najčešća komplikacija je krvarenje koje se može javiti u 1-2% slučajeva i koje najčešće prestane spontano. Jača hematurija zahteva ultrazvučno praćenje. Potrebno je obaviti kontrolu kompletne krvne slike i laboratorijsku analizu urina. Budući da se većina komplikacija događa nakon 6-8 h, nužno je najmanje 24 satno praćenje vitalnih znakova i vrednosti hematokrita. 
Krvarenja koja zahtevaju transfuziju krvi su retka. Kod jačeg krvarenja, potrebna je transfuzije krvi ili hirurška intervencija (0,1-0,4% slučajeva). U 1,6% slučajeva može doći do stvaranja velikog ugruška krvi (hematoma) pored bubrega. On najčešće prođe spontano (resorbuje se) i veoma retko može dovesti do razvoja arteriovenske fistule (spoja između dva krvna suda, nastalog usled oštećenje zidova susednih arterija i vena iglom ) Ovaj spoj obično ne uzrokuje probleme i spontano se zatvori kroz 1-2 godine. 
Oštećenje funkcije
Rizik od oštećenja funkcije bubrega ili njegovog gubitka nakon biopsije jako je mali (ali ga ne treba isključiti).

## Literatura
- Edebohls, G. M. The Surgical Treatment of Bright's Disease. New York, NY: Frank F. Lisiecki; 1904.
- Gwynn, W. B (1923). „Biopsies and the completion of certain surgical procedures”. Can Med Assoc J. 13: 820—823.
- Capon, N. B (1926). „Nephritis in childhood”. Arch Dis Child. 1 (3): 141—165. PMC 1974908 . PMID 21031656. doi:10.1136/adc.1.3.141.
- Campbell, G (1930). „The results of decapsulation in nephritis.”. Arch Dis Child. 5 (28): 283—290. PMC 1975121 . PMID 21031817. doi:10.1136/adc.5.28.283..
- Castleman, B., R. H. Smithwick (1943). „The relation of vascular disease to the hypertensive state”. JAMA. 121 (16): 1256—1261. doi:10.1001/jama.1943.02840160006002..
- Heptinstall, R (1953). „Renal biopsies in hypertension”. H British Heart Journal. 16 (2): 133—141. PMC 479508 . PMID 13160264. doi:10.1136/hrt.16.2.133.
- Iversen, P., C. Brun (1997). „Aspiration biopsy of the kidney.”. J Am Soc Nephrol. 8 (11): 1778—1787. PMID 9355082. doi:10.1681/ASN.V8111778.
- Iversen, P., K. Roholm (1939). „On aspiration biopsy of the liver, with remarks on its diagnostic significance.”. Acta Med Scand. 102 (1–2): 1—16. doi:10.1111/j.0954-6820.1939.tb11833.x.
- Alwall, N (1952). „Aspiration biopsy of the kidney, including report of a case of amyloidosis diagnosed in 1944 and investigated at autopsy.”. Acta Med Scand. 143: 430—435. doi:10.1111/j.0954-6820.1952.tb19155.x..

## Spoljašnje veze
- „History Of Renal Biopsy”. Архивирано из оригинала 25. 05. 2018. г.

|  | Molimo Vas, obratite pažnju na važno upozorenje u vezi sa temama iz oblasti medicine (zdravlja). |